# Божественная комедия (спектакль)
«Божественная комедия» — спектакль по пьесе Исидора Штока, поставленный Театром кукол под руководством Сергея Образцова. Премьера состоялась 29 марта 1961 года в Москве. В главных ролях были заняты актёры Зиновий Гердт и Семён Самодур. Спектакль отмечен дипломом Международного института театра на III Международном театральном фестивале в Бухаресте (1965). В 1973 году по заказу Гостелерадио СССР была записана телеверсия спектакля.

## Сюжет
Сюжет спектакля представляет собой вольную, ироническую трактовку первоистории с библейской точки зрения. Творец и два архангела скучают: вокруг пустота, ничего не происходит, нет новостей и событий. Тогда они решают создать мир. За семь дней происходит сотворение вселенной, всего сущего, первого человека и первой женщины. Между Адамом и первой женщиной возникает конфликт, и Творец, исправляя ошибку, создаёт вторую женщину — Еву — из ребра Адама. Люди живут в Раю, но змей совращает их, предложив испробовать запретный плод. Архангел Б за это изгнан в Ад. После искушения люди наказаны изгнанием из Рая на Землю. У Евы рождается ребёнок и с этого начинается история человечества.

## История создания
Отправной точкой к созданию пьесы Исидора Штока послужила серия рисунков французского художника Жана Эффеля под названием «Сотворение мира». В ней художник с юмором пересказал библейскую историю сотворения мира. Сюжет пьесы Шток построил вокруг человеческого грехопадения. В работе над текстом помимо драматурга принимали участие режиссёры Семён Самодур и Сергей Образцов, а также актёры. В частности, ими были предложены эпизоды «лепки человека» и «операции, в результате которой из ребра Адама появилась Ева». Также в ходе репетиций было решено, что на сцене во время спектакля будут присутствовать только три актёра в масках — Создатель и Архангелы, остальных героев будут изображать поролоновые куклы.

Как отмечалось в рецензии, опубликованной в журнале «Театр», спектакль носил не антирелигиозный, а атеистический характер:
Антирелигиозные сочинения имеют в виду того, кто верит в существование всевышнего. А здесь перед нами «юмористическое богословие», которое исходит из того, что этот вечный вопрос вообще и для всех решен в отрицательном смысле, и которое вовсе не считается с иным мнением, имеющимся у некоторых по данному поводу. Бога нет — значит его можно рисовать. Значит, его можно изображать на сцене.

## В ролях
Ниже указаны актёры, участвовавшие в телеверсии 1973 года.
- Семён Самодур — Создатель
- Константин Гуркин — Архангел «А»
- Роберт Ляпидевский —  Архангел «Б» (Дьявол)[4]
- Зиновий Гердт — Адам
- Екатерина Сипавина — Первая женщина
- Нина Самошина — Ева